# Tragöß-Sankt Katharein
Tragöß-Sankt Katharein ist eine mit 1. Jänner 2015 neu gegründete Gemeinde im Bezirk Bruck-Mürzzuschlag in der Steiermark, die sich aus den bis 31. Dezember 2014 selbständigen Gemeinden Tragöß und Sankt Katharein an der Laming zusammensetzt. Maßgeblich dafür war die Gemeindestrukturreform in der Steiermark.
Die von der Gemeinde Tragöß beim Verfassungsgerichtshof eingebrachte Beschwerde gegen die Zusammenlegung war nicht erfolgreich. Der Verfassungsgerichtshof wies die Beschwerde zurück.

## Geografie

### Gemeindegliederung
Das Gemeindegebiet gliedert sich in zehn Ortschaften (in Klammern Einwohnerzahl Stand 1. Jänner 2024):
- Hüttengraben (60)
- Oberdorf (190)
- Oberort (369)
- Obertal (25)
- Pichl-Großdorf (382)
- Rastal (177)
- Sankt Katharein an der Laming (267)
- Tal (15)
- Unterort (129)
- Untertal (148)

Die Gemeinde besteht aus neun Katastralgemeinden (Fläche: Stand 31. Dezember 2023):
- Hüttengraben (782,42 ha)
- Oberdorf-Niederdorf (630,04 ha)
- Oberort (1.780,83 ha)
- Obertal (1.053,86 ha)
- Rastal (657,38 ha)
- St. Katharein an der Laming (131,97 ha)
- Schattenberg (8.241,8 ha)
- Sonnberg (1.044,59 ha)
- Untertal (1.131,74 ha)

### Gebirgsraum
Der nördliche Teil der Gemeinde wird vom Plateau der Hochschwabgruppe dominiert. Hier liegen neben der bekannten Sonnschienalm (mit der gleichnamigen Schutzhütte) die Frauenmauerhöhle und der Sackwiesensee. Folgende bekannte Gipfel erheben sich auf dem Gemeindegebiet:
- Ebenstein (2123 m)
- Hochturm (Trenchtling) (2081 m)
- Griesmauerkogel (2034 m)
- TAC-Spitze (2019 m)
- Brandstein (2003 m)
- Meßnerin (1835 m)
- Pribitz (1579 m)

### Nachbargemeinden
Drei der acht Nachbargemeinden liegen im Bezirk Leoben (LN), eine im Bezirk Liezen (LI).
| Eisenerz (LN)    | Wildalpen (LI)                              | Thörl            |
| Vordernberg (LN) | Kompassrose, die auf Nachbargemeinden zeigt | Kapfenberg       |
| Trofaiach (LN)   | Vorau                                       | Bruck an der Mur |

## Kultur und Sehenswürdigkeiten

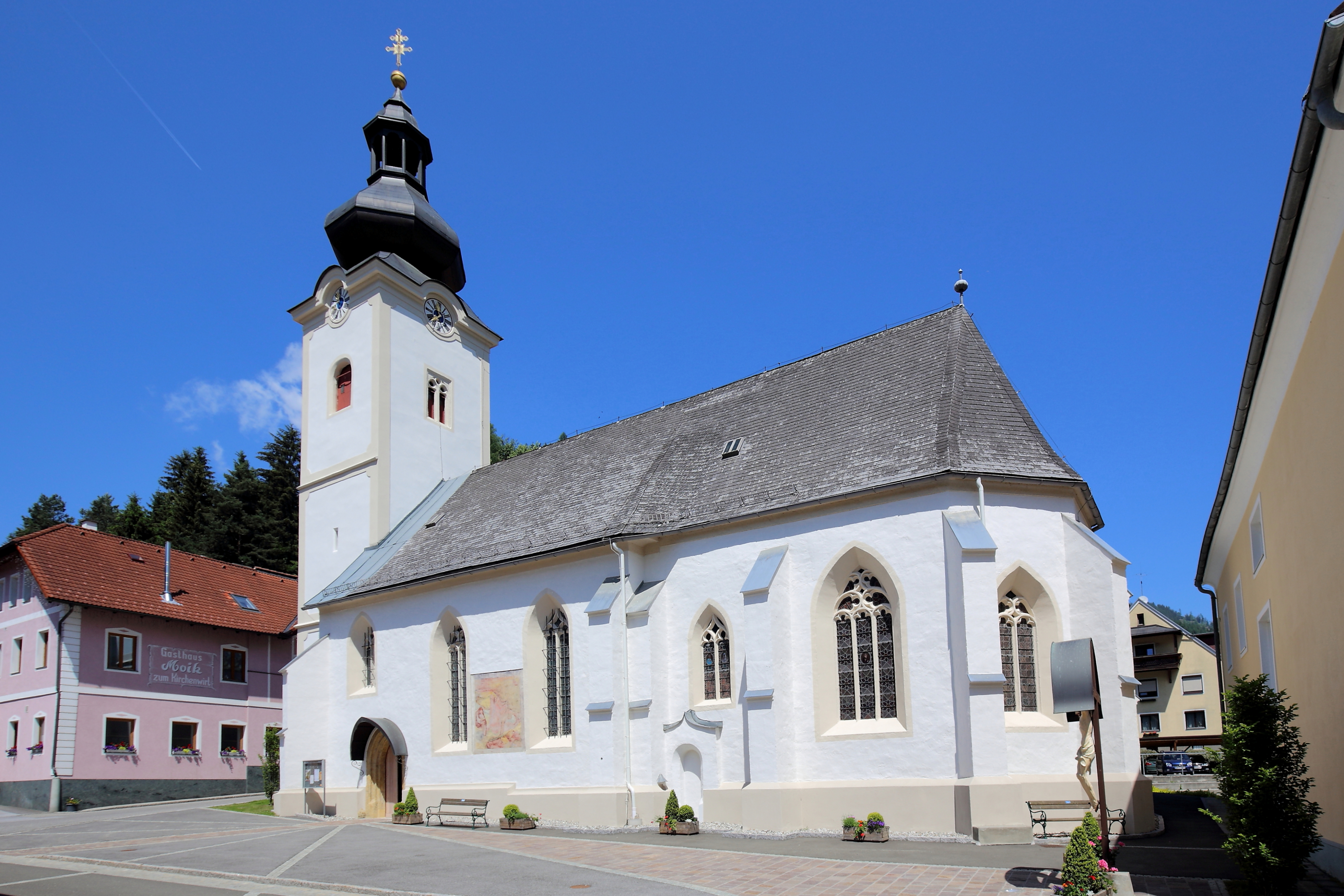
Pfarrkirche St. Katharein an der Laming

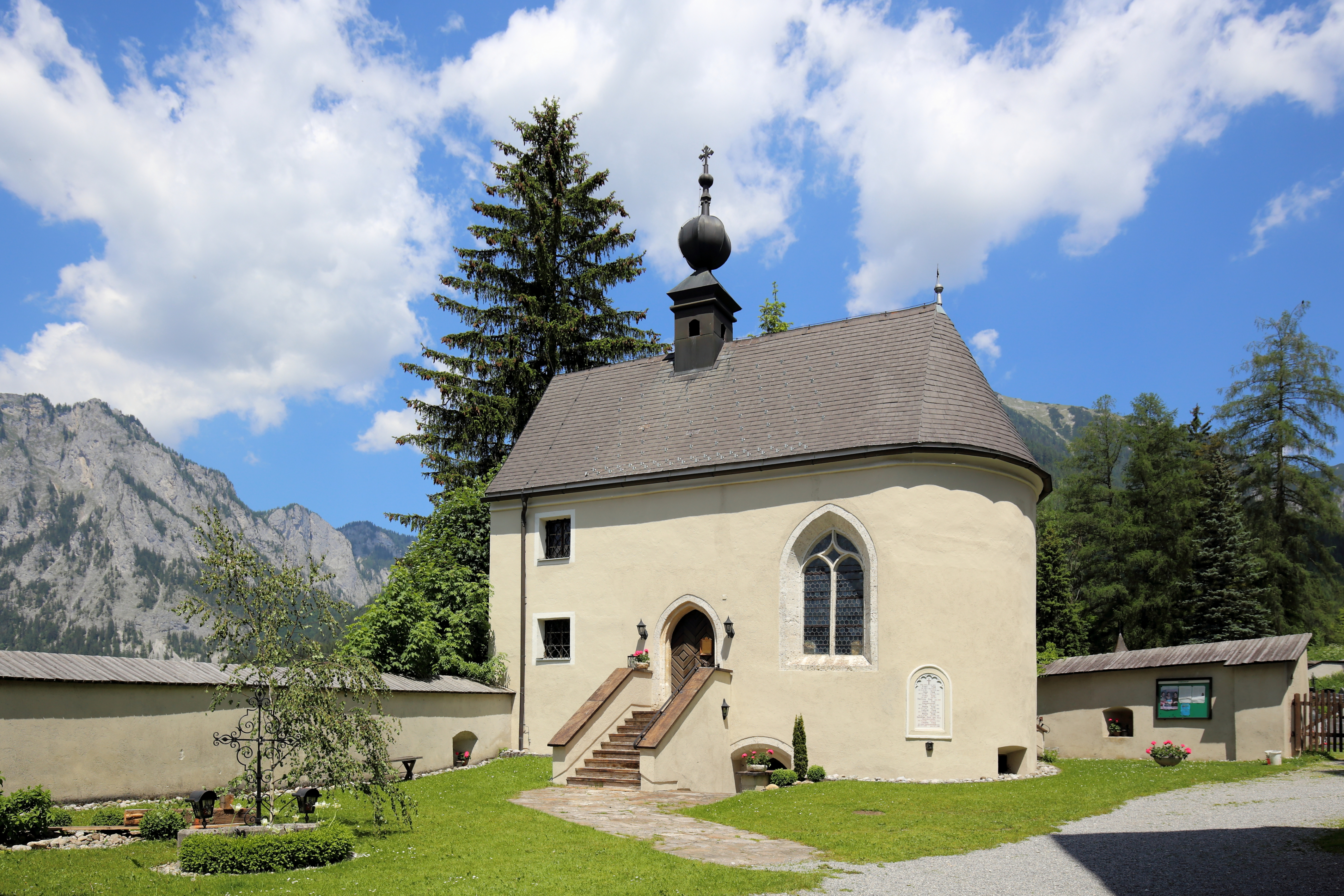
Antoniuskapelle in Oberort

### St. Katharein an der Laming
- Katholische Pfarrkirche St. Katharein an der Laming: Die jetzige Pfarrkirche ist ein spätgotischer Bau, der aus dem Umbau des ursprünglich romanisch flachgedeckten Schiffs und dem Neubau des Chors in der zweiten Hälfte des 15. Jahrhunderts entstanden.

Die Kirche ist einschiffig mit drei Jochen, einem eingezogenen Chor mit zwei Jochen und einem Fünfachtel-Schluss, durchwegs mit Sternrippengewölbe versehen, angelegt. Bemerkenswert sind die zwei sich kreuzenden, freien Spitzrippen im Chorschluss.
Die Altäre stammen aus dem 18. Jahrhundert, sind aus Holz, marmoriert und reichlich vergoldet. Der Bedeutendste, ein gemalter Flügelaltar (Tempera auf Fichtenholz) des Heiligen Martin, entstanden um 1430, sowie zwei Tafelbilder aus der Zeit um 1440 wurden schon 1857 vom damaligen Pfarrer Josef Schweiger dem Landesmuseum in Graz geschenkt.
An die Kirche ist ein gotischer Turm angebaut. Im Juli 1928 fiel der Kirchturm einem Brand zum Opfer. Im Juli 1931 wurde mit dem Bau des Turmhelms begonnen, der am 14. Oktober 1931 vollendet wurde. Zugleich wurde die Kirche gründlich renoviert. Da im Jahre 1917 die Kirchenglocken für Kriegszwecke eingezogen wurden, mussten auch neue Glocken angeschafft werden, welche am 25. Oktober 1931 geweiht wurde. Eine neuerliche Innenrenovierung der Kirche erfolgte in den Jahren 1968/69, eine Außenrenovierung in den Jahren 1986/87 unter Pfarrer Geistl. Rat Johann Flasser.
- Filialkirche Sankt Alexius: Die Filialkirche Sankt Alexius wurde Mitte des 15. Jahrhunderts erbaut. Die Zeit der Errichtung geht aus einem Ablassbreve von 1444 hervor. Ob die hier vorhandene seltene Doppelchörigkeit einer zweifachen Stiftung Rechnung trägt oder einer baukünstlerischen Überlegung entsprungen ist, kann nicht gesagt werden. Auf jeden Fall hat sich der Architekt nicht an ältere Baureste zu halten gehabt. Die Kirche zeichnet sich durch ihren Baustil (Boden und Dachkonstruktion) und ihre Deckenfresken aus.
- Waldkapelle Kircherlbrunn: Auf dem schattseitigen Hang gegenüber dem Dorf befindet sich die Kapelle „Kircherlbrunn“, die einst viel besucht wurde, und zu der sogar Wallfahrten durchgeführt wurden.
- Kapelle Maria Himmelfahrt: Die Kapelle befand sich ursprünglich zwischen dem Gasthaus Lengger und dem Bauernhaus Lammer. Im Zuge von Umbauarbeiten sowie der Verbreiterung der Straße musste sie abgetragen werden. So entschloss man sich, die Kapelle gegenüber dem Gasthaus Lengger neu zu errichten. Die Einweihung erfolgte im Jahr 1955 durch Weihbischof Leo Pietsch.

### Tragöß

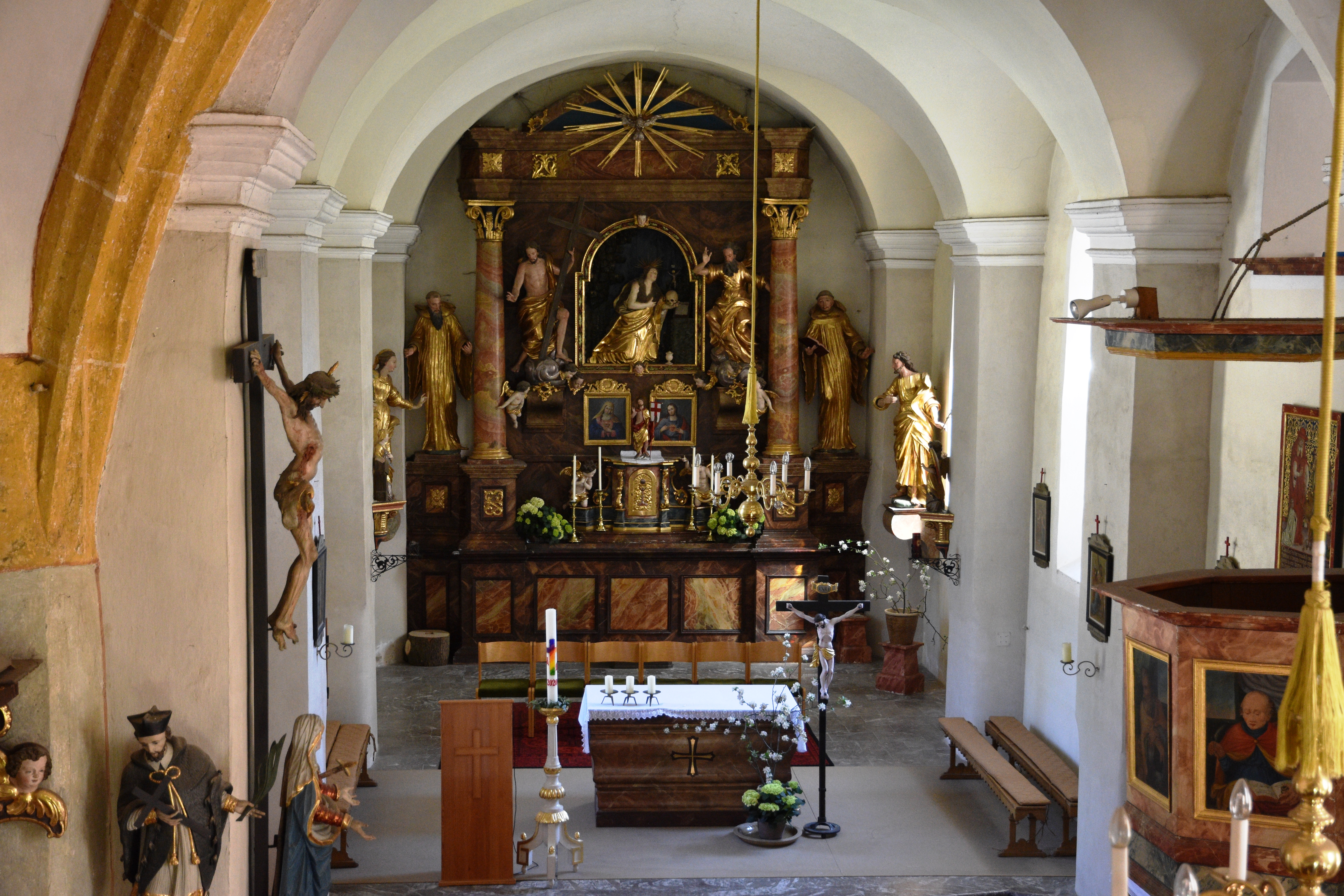
Pfarrkirche Tragöß-Oberort

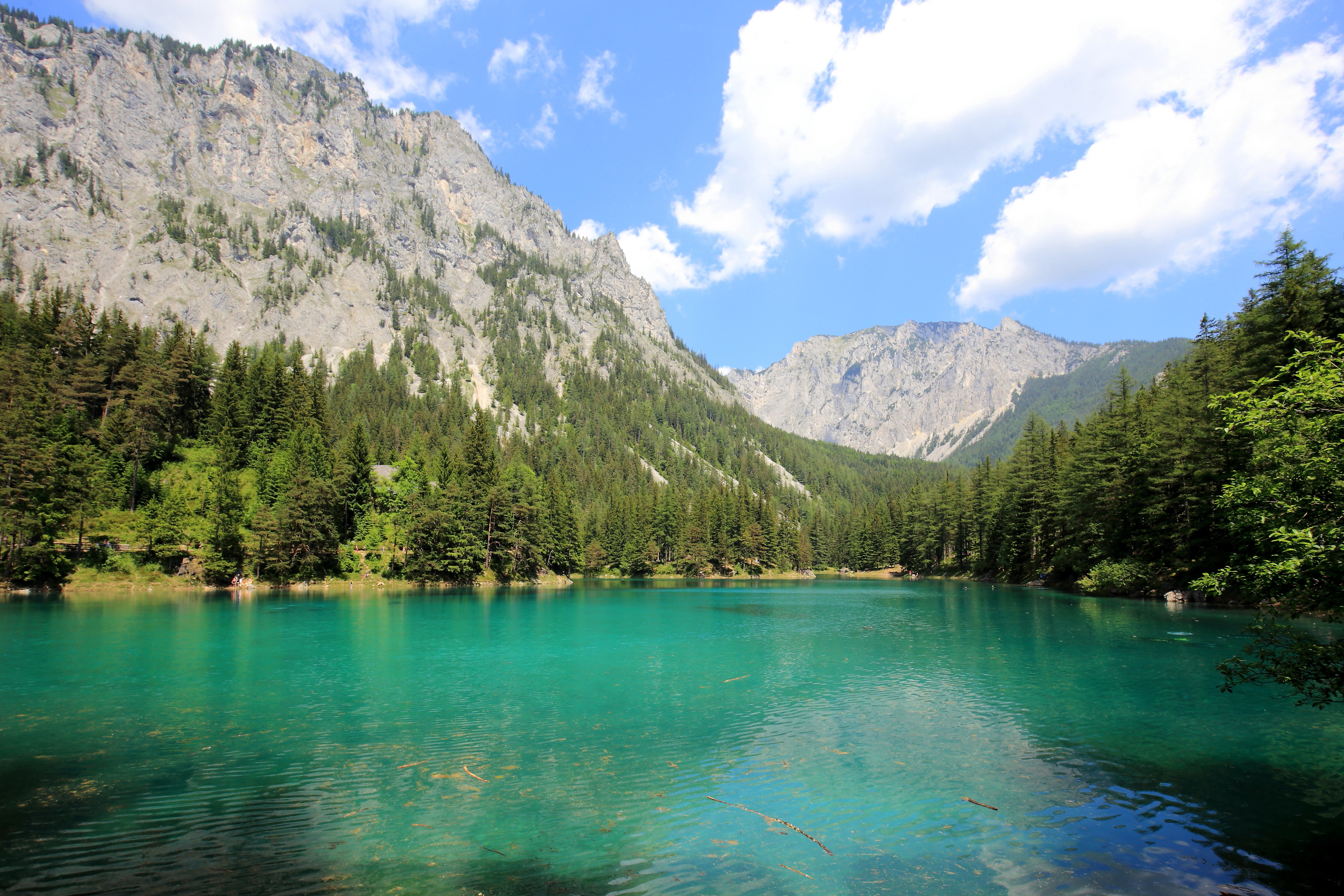
Südwestansicht des Grünen Sees; im Hintergrund die Meßnerin

- Antoniuskapelle in Oberort

Ein spätgotischer Bau, datiert 1518 und 1524, der auf den Grundmauern eines romanischen Karners errichtet wurde. Ende des 17. Jahrhunderts wurde die Kapelle um ein Joch Richtung Kirchhofmauer erweitert.
- Katholische Pfarrkirche Tragöß-Oberort hl. Magdalena mit Pfarrhof in Oberort

Eine ehemalige Wehrkirche, die teilweise von spätmittelalterlichen Mauern umgeben ist. Das gekappte Spitzhelmdach des dreigeschoßigen spätgotischen Turmes stammt aus dem Jahr 1923.
- Filialkirche in Pichl

Eine frühgotische Kirche, die im 17. Jahrhundert erweitert wurde.
- Ehemaliger Galgen im Galgenwald zwischen Pichl-Großdorf und Oberort-Tragöß

Naturdenkmale
- Grüner See in Oberort
- Marienklamm in Oberort

## Wirtschaft und Infrastruktur

### Wirtschaftssektoren
Die folgende Tabelle zeigt die Entwicklung der Anzahl der Betriebe und der Beschäftigten in den Wirtschaftssektoren:
| Wirtschaftssektor            | Anzahl Betriebe | Anzahl Betriebe | Anzahl Betriebe | Erwerbstätige | Erwerbstätige | Erwerbstätige |
| Wirtschaftssektor            | 2021            | 2011            | 2001            | 2021          | 2011          | 2001          |
| ---------------------------- | --------------- | --------------- | --------------- | ------------- | ------------- | ------------- |
| Land- und Forstwirtschaft 1) | 62              | -               | -               | 92            | 100           | 80            |
| Produktion                   | 15              | 19              | 19              | 72            | 96            | 158           |
| Dienstleistung               | 74              | 67              | 56              | 170           | 111           | 165           |

1) Betriebe mit Fläche in den Jahren 2010 und 1999, Arbeitsstätten im Jahr 2021

### Lamingtaler Schleppbahn
Die Lamingtaler Schleppbahn war eine etwa 15 Kilometer lange Schmalspurbahn (Spurweite 760 mm). Sie führte von Bruck an der Mur (Frachtenbahnhof) nach Oberdorf (Magnesitwerk, heute: Firma STYROMAG) und wurde von 1920 bis 1958 mit Dampf- und Motorlokomotiven betrieben.

### Bildung
St. Katharein
- Pfarrkindergarten
- Schulzentrum (Hauptschule und Volksschule)
- Ortsbücherei Hollerbusch

Tragöß
- Gemeindekindergarten
- Volksschule
- Öffentliche Bücherei der Pfarre und Gemeinde

## Politik
Nach der Gemeindezusammenlegung am 1. Jänner 2015 verloren die Bürgermeister von Tragöß und Sankt Katharein sowie die Gemeindevorstände und die Gemeinderäte ihre Funktion. Bis zur Angelobung des neuen Gemeinderats wurde von der Steiermärkischen Landesregierung Hubert Zinner als Regierungskommissär bestellt. Als Beiräte wurden von den aufgelösten Gemeinderäten Eduard Lengger (Tragöß) und Werner Mikusch (Sankt Katharein) bestellt. Diese übten eine beratende Funktion für den Regierungskommissär aus.
Das Gemeindeamt ist in St. Katharein, Tragöß erhielt eine Bürgerservicestelle.

### Gemeinderat
Der Gemeinderat hat 15 Mitglieder.
- Nach den Gemeinderatswahlen in der Steiermark 2015 hatte der Gemeinderat folgende Verteilung: 9 ÖVP, 3 FPÖ und 3 SPÖ.[12]
- Nach den Gemeinderatswahlen in der Steiermark 2020 hat der Gemeinderat folgende Verteilung: 9 ÖVP, 4 SPÖ und 2 FPÖ.[13]

### Bürgermeister
- seit 2015 Hubert Zinner (ÖVP)

### Wappen

Wappen der Vorgängergemeinden
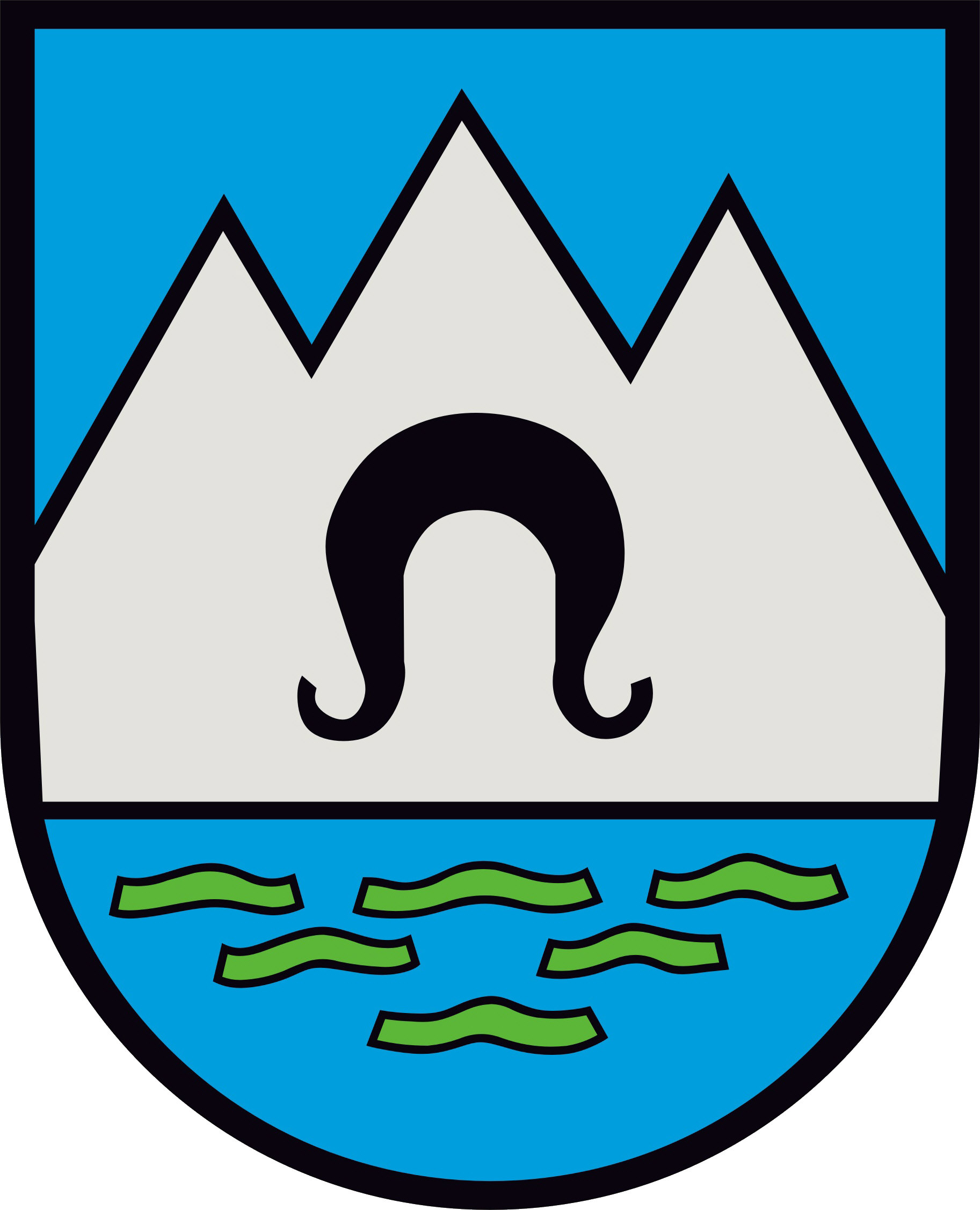
Tragöß
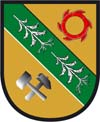
Sankt Katharein an der Laming

Beide Vorgängergemeinden hatten ein Gemeindewappen. Wegen der Gemeindezusammenlegung verloren diese mit 1. Jänner 2015 ihre offizielle Gültigkeit. Die Gemeinde nahm Ende 2016 statt eines Wappens ein Gemeindelogo an.